# Nimiokoala greystanesi
Nimiokoala greystanesi (лат.) — вид вымерших двурезцовых сумчатых, близкий современным коалам. Обитал в нижнем и среднем миоцене (23—16 млн лет назад) в северо-западном Квинсленде (Северная Австралия). Наиболее часто встречающийся ископаемый вид коал. При массе тела около 3,5 кг является одним из самых мелких коал (как ископаемых, так и современных). Питался листьями деревьев также возможно ел плоды и семена растений, как современные коалы, но в отличие от последних не специализировался  на эвкалиптах. 
Вымер по причине катастрофичного для данного вида изменения климата с тропического на более засушливый. С точки зрения кладистики Nimiokoala является одной из базальных клад семейства коаловых и сестринским таксоном для клады, включающей в себя литокоал и современных коал.

## Этимология
Родовое название Nimiokoala образовано oт лат. nimius «слишком большой, чрезмерный» в связи с более сложной по сравнению с другими коалами морфологией коренных зубов. Видовое название greystanesi — в честь средней школы «Greystanes».

## История изучения
Ископаемые останки Nimiokoala по состоянию на 2014 год являлись самыми распространёнными среди всех обнаруженных ископаемых коал. К этому виду относят 58 из 163 обнаруженных экземпляров. В том числе были обнаружены и исследованы частично сохранившийся череп с зубами, несколько нижних челюстей и отдельных зубов представителей этого вида. На основании этих ископаемых останков полностью восстановлен зубной аппарат животного, по строению которого его и отличают от других видов. Диагностика вида была произведена в 1997 году. Голотипом был назначен экземпляр QMF30482. Найденные кости хранятся в Музее Квинсленда в Брисбене.

## Описание
В свете отсутствия посткраниальных частей животного размеры Nimiokoala рассчитаны, исходя из размеров его сохранившихся зубов. Расчётная длина тела этого вида коал составляла около 25—30 сантиметров, а масса около 3,5 кг, то есть примерно в три раза меньше, чем у современных коал и более чем в 10 раз меньше самого крупного известного представителя семейства коал (Phascolarctos yorkensis). Наряду с представителями рода Litokoala, Nimiokoala являются самыми мелкими представителями семейства. Морда их была более выступающей (напоминающей морду поссума) по сравнению с современными коалами. Зубы Nimiokoala, в честь которых он получил своё название, имеют характерную для коал селенодонтную форму (коренные зубы в форме полумесяца), с дополнительными режущими кромками. Среди других видов коал Nimiokoala выделяется наиболее разветвлённой системой режущих кромок. Глазницы этого животного относительно его размеров были крупнее, чем у современных коал. Крупные слуховые буллы Nimiokoala указывают на хорошую восприимчивость низкочастотных сигналов.

## Ареал и среда обитания
До сих пор Nimiocoala был обнаружен только в отложениях  Риверслея в северном Квинсленде. Предположительно в нижнем и среднем миоцене это место было покрыто тропическими лесами, с открытыми местами в основном на окраинах лесов. В почве преобладали карстовые породы. Существовали пресноводные ручьи или озёра. Это был период климатического оптимума для коал, по прошествии которого климат стал более засушливым с более ярко выраженной сменой сезонов, что и привело к вымиранию мелких видов коал, в том числе и Nimiokoala.

## Питание
Диета Nimiokoala greystanesi доподлинно не известна. Строение их зубов позволяет утверждать, что, как и современные коалы, Nimiokoala питались растительной пищей с высоким содержанием волокон, но, вероятно, не специализировались подобно современным коалам на листьях эвкалипта, хотя и это доподлинно не известно. Следует отметить, что эвкалипты встречались в лесах эпохи миоцена достаточно редко. Есть основания предполагать, что, будучи базальной относительно современных коал кладой, Nimiokoala были менее специализированными и могли употреблять в пищу листья различных деревьев, а также, возможно, семена и фрукты.

## Образ жизни
Малые размеры Nimiokoala, требующие пропорционально более интенсивного питания, и крупные глазницы, которые указывают на хорошее ночное зрение, позволяют предположить, что это животное было намного более подвижным, чем современные коалы. Строение уха Nimikoala соответствует тому, которое можно наблюдать у современных коал; отсюда можно сделать вывод, что Nimikoala также использовали низкочастотные звуковые сигналы для коммуникации (в том числе для привлечения самцами самок).

## Эволюция и филогенез

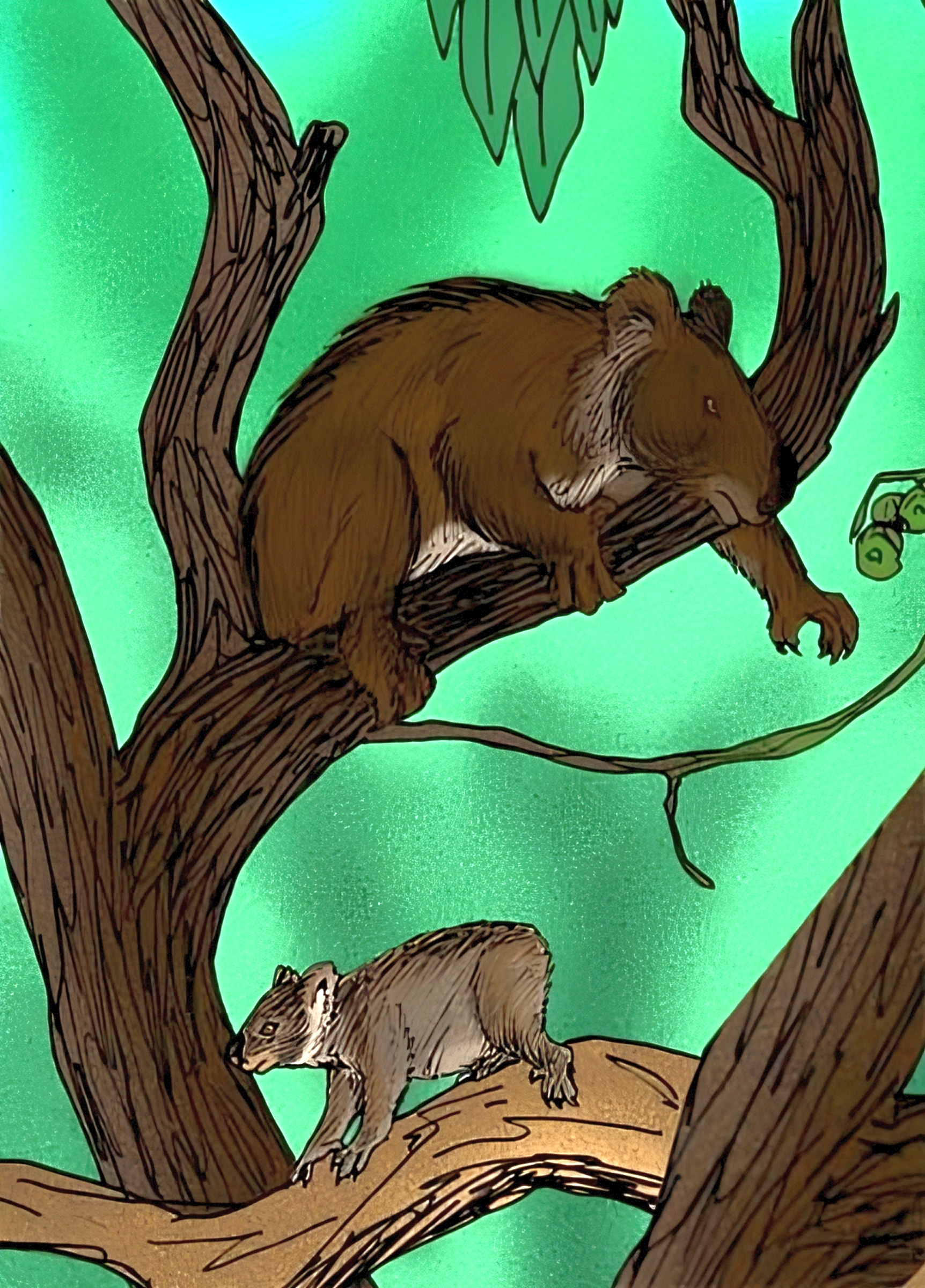
Сравнение размеров Nimiokoala greystanesi и литокоалы

В основании филогенеза коал лежит общий предок их и вомбатов, относящийся к подотряду Vombatiformes и предположительно живший в олигоцене. Восходящие к наземным вомбатообразным первые древесные коалы перешли к обитанию на верхних этажах леса, что, по всей вероятности, дало им эволюционное преимущество, обусловленное возможностью питаться там, где у них не было пищевых конкурентов. Nimiokolala является одним из базальных видов коал и считается сестринским таксоном для клады, которая включает в себя ископаемых литокоал и современных коал. Тем не менее имеются и более базальные таксоны коал — например, Madokolala и Perikoala. Род Nimiokoala может включать и второй вид, обитавший в Южной Австралии; он был обнаружен в отложениях Frome Basin, датируемых поздним олигоценом, и до сих пор не описан.